# Артур Т. Бенджамін (математик)
Артур Т. Бенджамін (англ. Arthur T. Benjamin; нар. 19 березня 1961) — американський математик, який спеціалізується в комбінаториці. Автор бестселера «Магія математики. Як знайти x і яка від того буде користь».
Відомий публічними виступами з демонстрацією здібності в усних обчисленнях та «математичній магії».

## Освіта
У 1983 році Артур Бенджамін з відзнакою закінчив Університет Карнегі — Меллон за спеціальністю «прикладна математика», отримавши ступінь бакалавра наук. Потім в 1989 році він отримав ступінь магістра наук і доктора філософії в галузі прикладної математики в університеті Джонса Хопкінса

На першому курсі університету Карнегі — Меллон Бенджамін написав тексти пісень і придумав магічні спецефекти для музичної комедії "Кіже", над якою він працював у співавторстві зі Скоттом Макгрегором і композитором Артуром Дарреллом Тернером. Цей мюзикл переміг у щорічному конкурсі і був вперше поставлений на університетському музичному фестивалі в 1980 році

## Кар'єра

### Наукова кар'єра

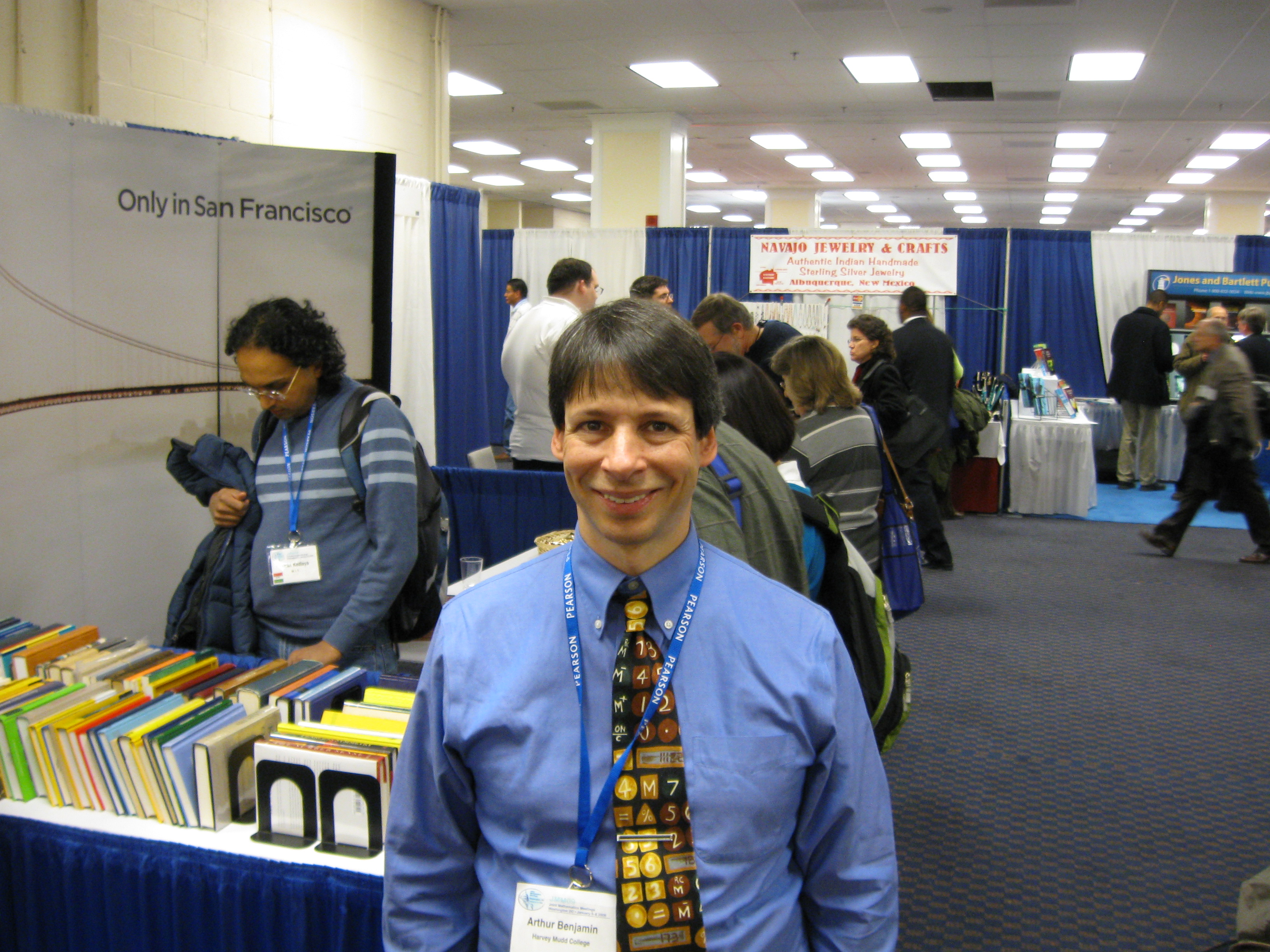
Артур Бенджамін на «Математичних зустрічах» у Вашингтоні, січень 2009 року.

Артур Бенджамін працював в якості математика у Національному бюро стандартів, Агентстві національної безпеки ще під час навчання в університеті.
Після отримання ступеня доктора філософії Бенджамін почав працювати доцентом кафедри математики в коледжі Харві-Мад. Сьогодні він професор коледжу, а також з 2002 по 2004 рік очолював факультет. Артур Бенджамін автор 90 наукових робіт та п'яти книг.
Він також зняв кілька лекційних курсів з математики («The Great Courses» для The Teaching Company), включаючи курси з «Дискретної математики», «Усного рахунку» і «Математики ігор: від карт до судоку». Бенджамін п'ять років був співредактором журналу «Math Horizons».

### Математична магія

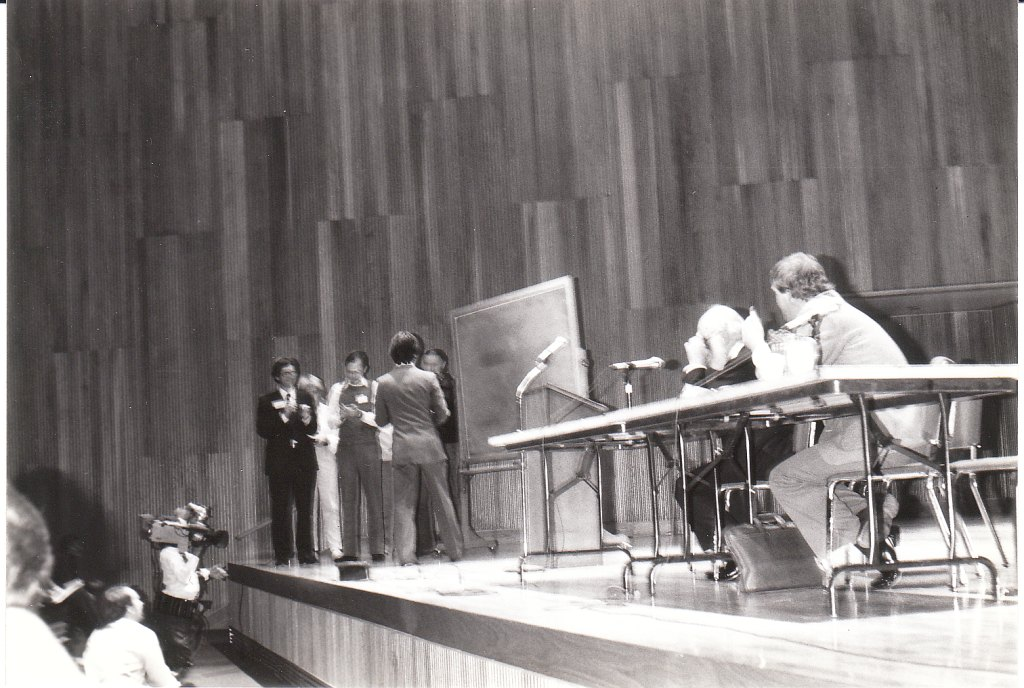
Артур Бенджамін виступає на конференції Комітету скептичних розслідувань в Буффало.

Артур Бенджамін довгий час цікавився ілюзіонізмом (магією). Навчаючись в коледжі, він відточував навички мага і брав участь у конференціях ілюзіоністів. На одній з таких конференцій він зустрів відомого мага і наукового скептика Джеймса Ренді, під впливом якого Бенджамін вирішив влаштовувати публічні математичні шоу. Ранді запросив Бенджаміна виступити з математичними фокусами в телевізійній програмі, а також втягнув його в зростаючі ряди наукових скептиків.
Бенджамін регулярно виступає з математичною програмою в школах, коледжах і на конференціях
.
На цих уявленнях він демонструє математичні трюки на кшталт зведення в квадрат п'ятизначних чисел і визначення дня тижня, в який народився хтось із публіки на підставі їх днів народження.

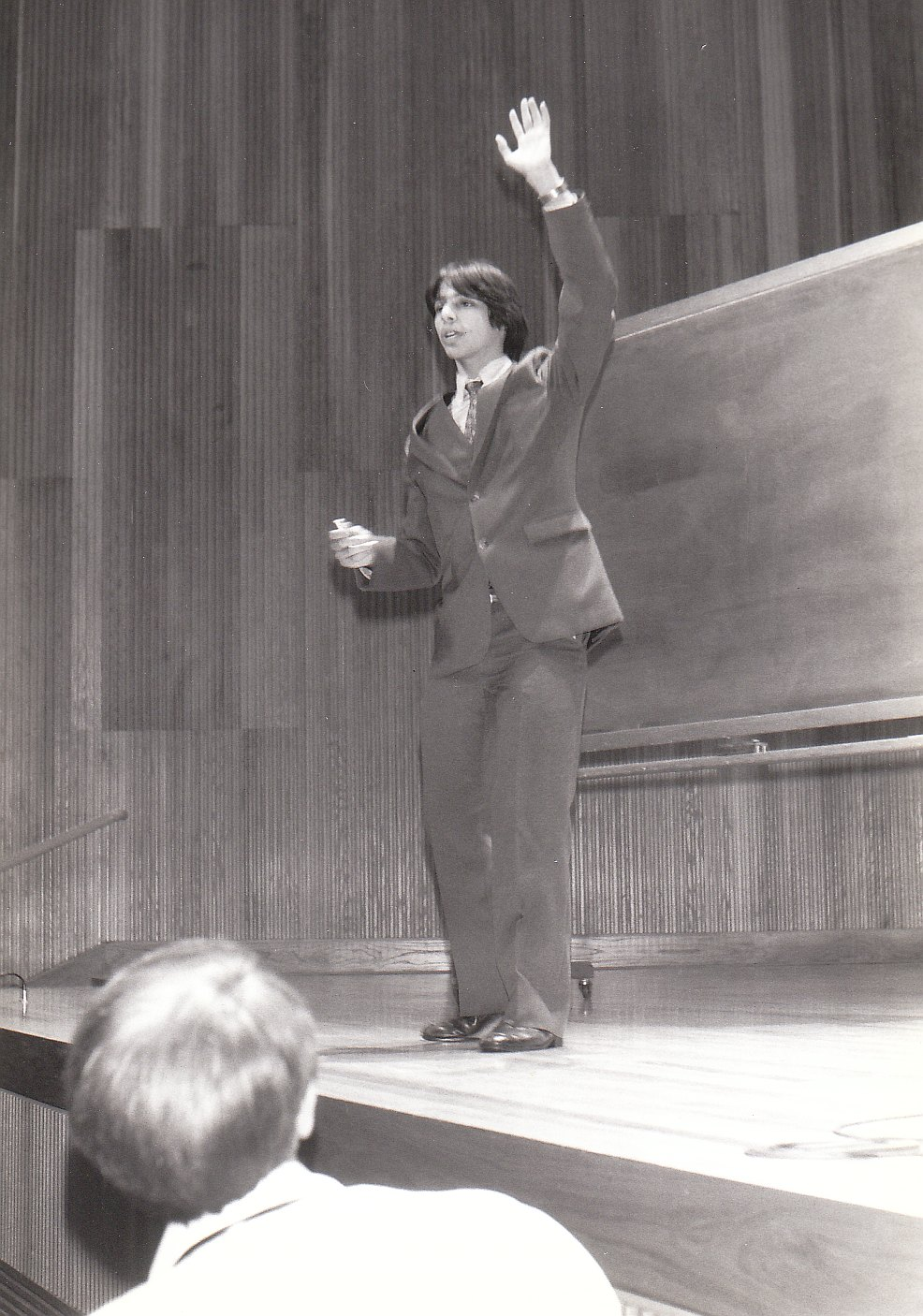
Артур Бенджамін виступає на конференції Комітету скептичних розслідувань Буффало.

## Нагороди і досягнення
- Гравець року, Американський турнір з бекгемону 1997 року[12]
- Член Інституту комбінаторики з 2000 року
- Нагорода Математичної асоціації Америки, 2000 рік
- Нагорода Американської асоціації бібліотек «за докази, які працюють», 2004 рік
- Член спільноти викладачів їм. Дьордя Пої Математичної асоціації Америки з 2006 по 2008 рік
- Один з 300 кращих професорів за версією The Princeton Review, 2012

## ЗМІ
Артур Бенджамін тричі виступав на конференціях TED Talks. У 2005 році він виступив зі своєю математичною програмою, у 2009 році із закликом покращити викладання математики в школах, виступ 2013 року було присвячено тому, як числа Фібоначчі можуть бути розглянуті в якості ілюстрації трьох найважливіших причин для вивчення математики: розрахунку, застосування, натхнення.
Бенджамін брав участь у багатьох телепрограмах, включаючи програму «Звіт Кольбера» в 2010 році. Йому присвячено понад 100 статей у таких виданнях, як New York Times, People Magazine, USA Today та Scientific American.

### Книги, видані українською
- Артур бенджамін. «Магія математики. Як знайти x, і яка від того буде користь». = The Magic of Math: Solving for x and Figuring Out Why.— М.: КМ-Букс,  2018. — 352 с. — ISBN 978-617-7498-94-9